# Domani (Ivana Spagna)
Domani è un album del 2000 della cantante e cantautrice Ivana Spagna.

## Il disco
L'album è pubblicato dopo la partecipazione di Spagna al Festival di Sanremo 2000 con il brano Con il tuo nome. Nonostante le esibizioni di Spagna siano state i momenti nei quali si registrò l'apice degli ascolti a livello televisivo e il riscontro della giuria popolare fu favorevole, la canzone fu penalizzata dagli esponenti della giuria di qualità e si piazzò al dodicesimo posto. Secondo estratto dell'album sarà Mi Amor, canzone dai ritmi latini a cui però non sarà permesso di partecipare al Festivalbar anche se il brano sarà comunque inserito nella compilation della manifestazione di quell'anno.

## Successi di vendita
L'album vende meno rispetto ai precedenti ma riesce comunque a raggiungere il traguardo delle 50 000 copie vendute che allora consentì all'album di ricevere il disco d'oro.

## Tracce
1. Gloria
2. Con il tuo nome
3. Un po' d'amore
4. Aspettavo te
5. Acqua
6. Mi amor
7. Domani
8. Anime sole
9. Messages of love
10. Anche un momento (è tanto se tu ci sei)
11. Al sole
12. L'ora dei ricordi
13. Claire de lune

## Formazione
- Ivana Spagna – voce
- Paolo Costa – basso
- Claudio Tarantola – tastiera, cori
- Maurizio Sgaramella – batteria
- Phil Palmer – chitarra
- Theo Spagna – tastiera
- Jani Hace – basso (traccia 11)
- Sergej Randzelovic-Randzo – batteria (traccia 11)
- Josep Salvador – chitarra (tracce 3, 6)
- Marco Soncini – chitarra (tracce 9, 12)
- Bostjan Andrejc – chitarra (traccia 11)
- Jan Plestenjak – chitarra (traccia 11)
- Saso Fajon – tastiera (traccia 11)
- G. Eustacchi – timpani (traccia 5)
- Massimo Greco – tromba (tracce 1, 7)
- Alessandro Benassi – sax (tracce 1, 7, 11, 12)
- Marina Ruscelloni – flauto (traccia 5)
- R. Hamelin – flauto (traccia 13)
- R. Pia – arpa (traccia 13)
- N. Armstrong – oboe (traccia 13)
- Daniela Galli, Gigio Manzi – cori

## Classifiche
| Classifica (2000) | Posizione massima |
| ----------------- | ----------------- |
| Italia            | 32                |